# Colégio Padre de Man
O Colégio Católica Padre de Man, mais conhecido como Colégio Padre de Man, é uma instituição de ensino do município brasileiro de Coronel Fabriciano, no interior do estado de Minas Gerais. Foi criado como parte das obras sociais da Congregação Padres do Trabalho em 1967. Está situado no campus principal do Centro Universitário Católica do Leste de Minas Gerais (Unileste) e é mantido pela União Brasileira de Educação Católica (UBEC), oferecendo a educação infantil e os ensinos fundamental, médio e técnico.

## História

### Origem como colégio técnico

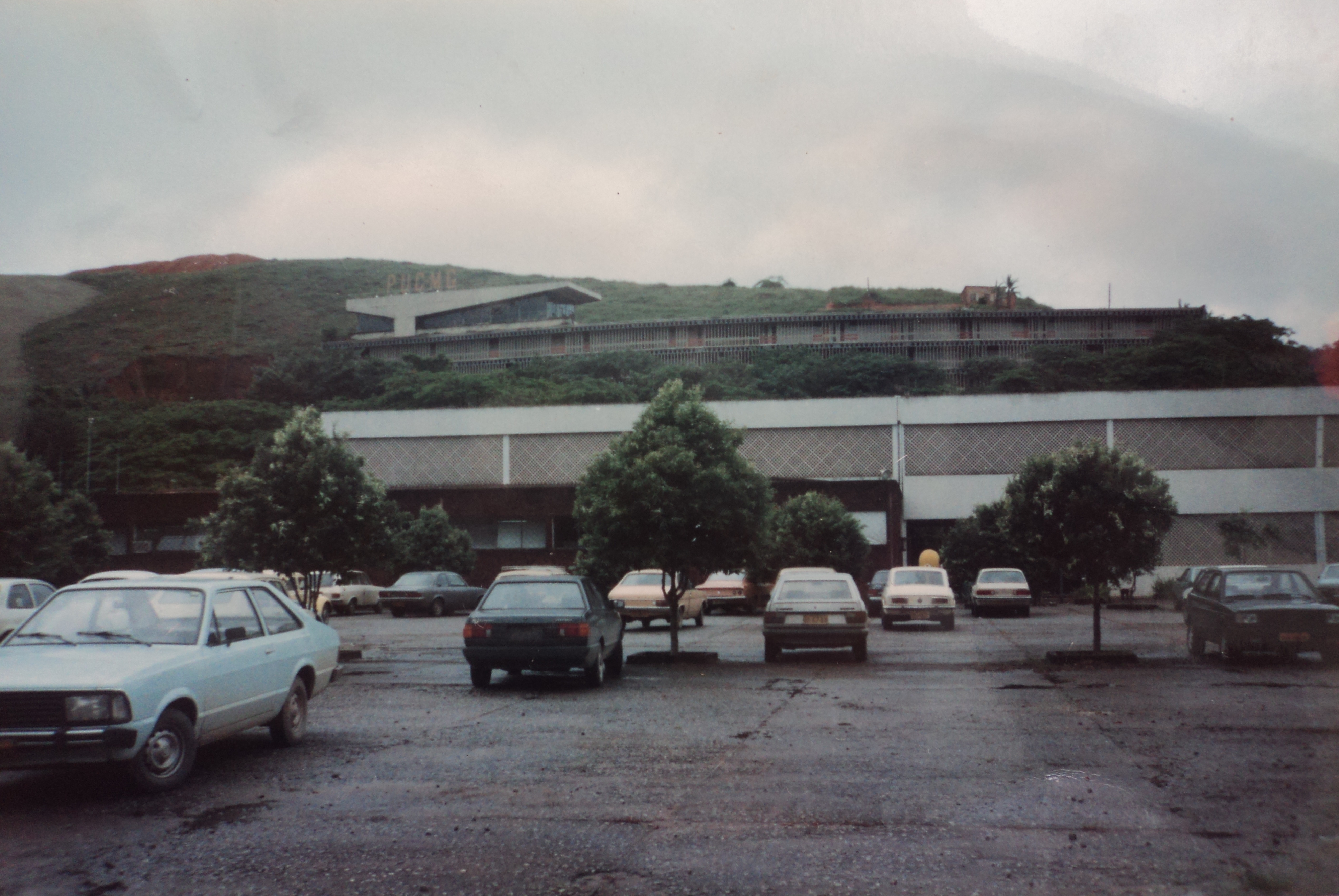
Vista do Unileste e do Colégio Padre de Man em segundo plano, no começo da década de 1990.

A criação de um colégio técnico vinha sendo planejada desde 1965, como parte das obras sociais da Congregação Padres do Trabalho na região do Vale do Aço, sob intermédio do padre José Maria de Man. O religioso nasceu na Holanda em 1927 e realizou diversas atividades pastorais em vários países, inclusive no Brasil, onde chegou em 1963 e permaneceu até seu falecimento em 19 de junho de 1981, no município de Contagem.
A partir da intenção de se criar o colégio foi gerada a ideia de implantar uma universidade integrada ao mesmo campus. Dessa maneira, o Colégio Técnico de Coronel Fabriciano (CTCF) foi fundado em 24 de fevereiro de 1967, inicialmente restrito ao ensino técnico. Os primeiros cursos implantados foram eletrônica, eletrotécnica, mecânica e química e atendiam a cerca de 400 alunos. Dois anos mais tarde foi inaugurada a Universidade do Trabalho (UT), correspondente ao atual Unileste.
Em 1972, a Congregação Padres do Trabalho deu origem à Sociedade Educacional e Técnica (SEUT), cuja propriedade foi doada à Sociedade Mineira de Cultura (SMC) pelo padre José Maria de Man em 13 de outubro de 1976. Assim, a SMC passou a ser a mantenedora tanto da escola quanto da universidade. Esta se tornara, dessa forma, um campus da atual Pontifícia Universidade Católica de Minas Gerais (PUC Minas), também mantida pela SMC.

### Ampliação do ensino

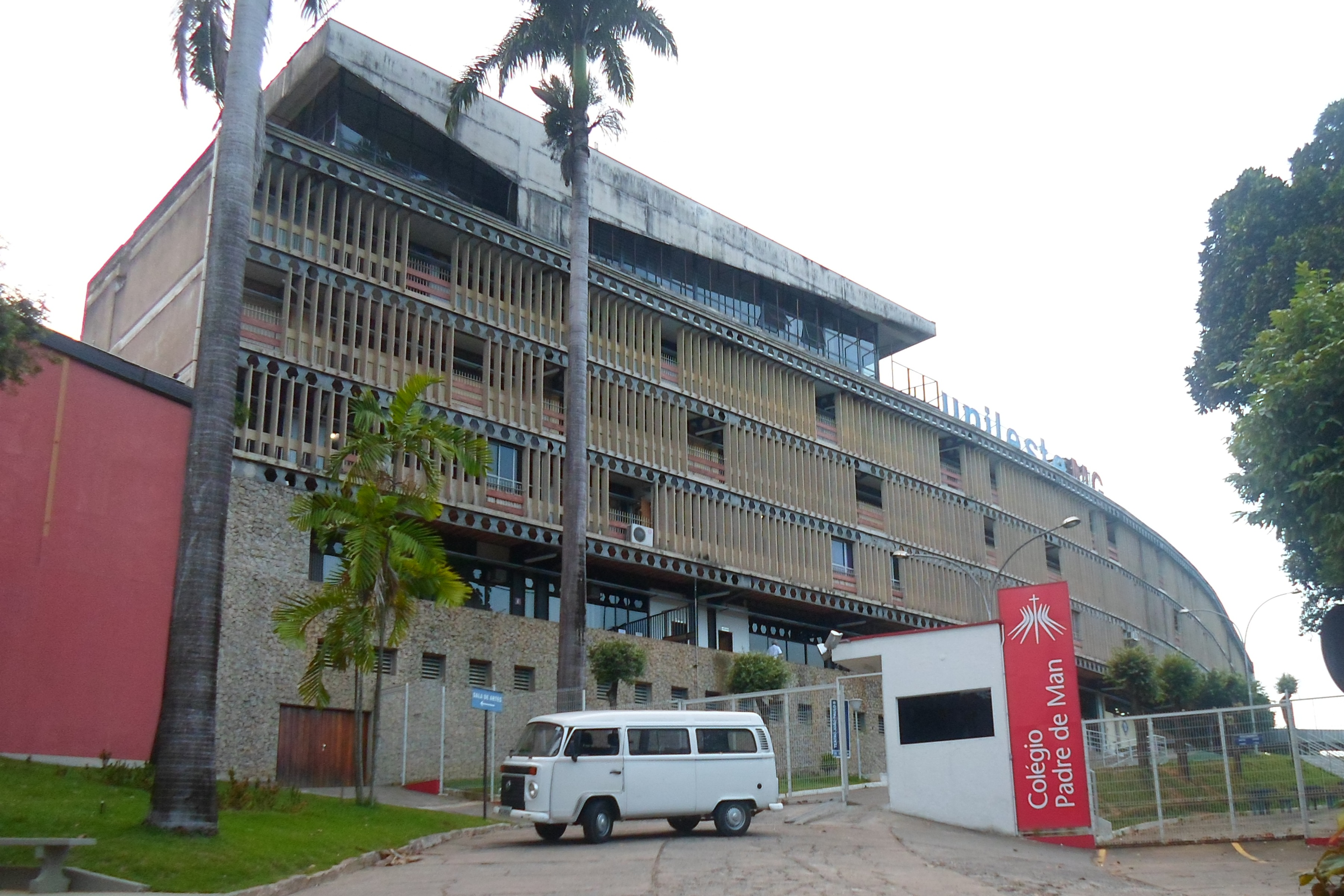
Colégio Padre de Man em 2012

O antigo colégio técnico passou a oferecer o ensino médio (científico) em 1988. Também na década de 1980, a instituição foi integrada ao Sistema de Ensino Arquidiocesano. Em 1990, a Sociedade Mineira de Cultura, então mantenedora da escola e da universidade, chegou a anunciar o encerramento das atividades de ambas por motivos financeiros, porém o conjunto foi devolvido à SEUT sob intermédio de Dom Lélis Lara, o que garantiu a continuidade. O ensino fundamental, de 1º ao 9º ano (antiga 1ª à 8ª série), por seu turno, foi introduzido em 1992. Em momento posterior ocorreu a renomeação para "Colégio Universitário Padre de Man", em referência ao idealizador e fundador da escola e da universidade.
Em 2005, a União Brasileira de Educação Católica (UBEC) assumiu como mantenedora do colégio e do Unileste. Em 2014, foi implantada a educação infantil. Uma segunda unidade do Colégio Padre de Man entrou em operação em Belo Oriente em 2018, para fornecimento de ensino técnico em parceria com a UBEC, Cenibra e o Serviço Brasileiro de Apoio às Micro e Pequenas Empresas (SEBRAE). Nesse mesmo ano, a escola aderiu ao projeto Google for Education, o que possibilitou o uso de produtos e serviços do Google e a criação da chamada "Sala Google", onde foram introduzidas aulas interativas sob o intermédio de recursos tecnológicos no ambiente personalizado. Ao completar 52 anos em 2019, o colégio possuía mais de 700 alunos, segundo dados da UBEC. Em 28 de janeiro de 2020, foi publicada no Diário Oficial do Estado de Minas Gerais a alteração do nome "Colégio Universitário Padre de Man" para "Colégio Católica Padre de Man".

## Estrutura

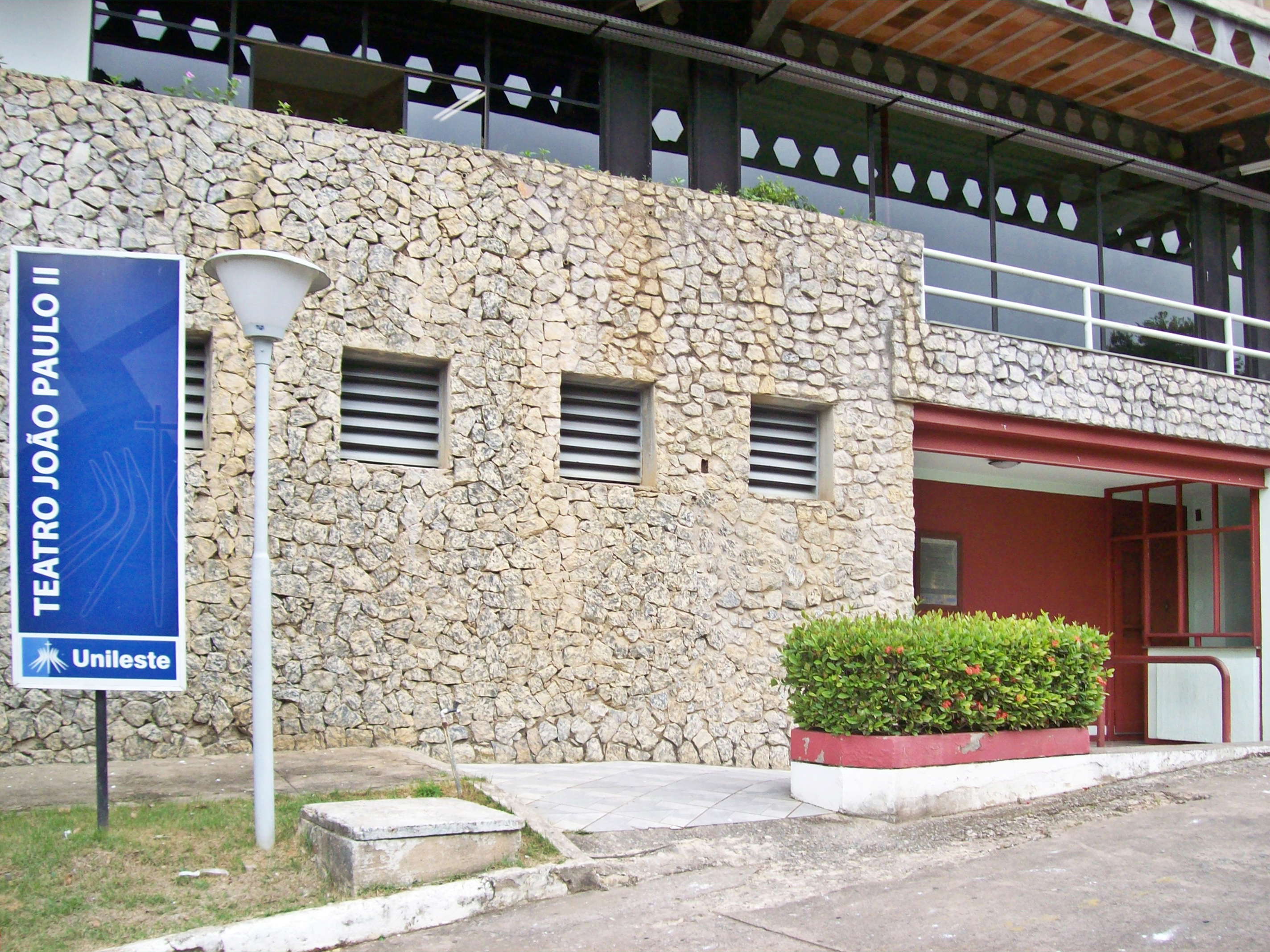
Teatro João Paulo II, no andar térreo do colégio.

Seu prédio conta com 27 salas de aula, quatro laboratórios de informática, uma cantina e uma biblioteca (Biblioteca Irmão José), tendo acesso a outra no campus do Unileste (Biblioteca Central). O colégio sedia o Teatro João Paulo II, que tem capacidade para 350 pessoas. Foi construído em 1978 e tombado como patrimônio cultural de Coronel Fabriciano em 1997. A escola também tem acesso ao Auditório Padres do Trabalho (99 lugares), Auditório Sr. Zezinho (110 lugares), Centro Esportivo Aldir Castro Chaves (três quadras esportivas e dois campos) e a laboratórios das áreas de química, eletrônica, mecânica, elétrica, telecomunicações e automação industrial no centro universitário.
A Feira do Conhecimento, Ciência e Tecnologia (Tecnoarte), com realização regular e aberta ao público, promove a exposição de dezenas de pesquisas nas áreas de ciências, história, comportamento e artes produzidas e apresentadas pelos alunos, bem como a Feira Tecnológica do Colégio Padre de Man (Fetec), sendo esta voltada aos cursos técnicos. O Forrobodó, festa junina do colégio, ocorre anualmente em junho ou alguma data próxima com apresentações de quadrilha, barraquinhas com comida, brinquedos às crianças e espetáculos musicais em seguida. Esse evento consta como bem inventariado do município de Coronel Fabriciano, segundo a relação da prefeitura em 2013. No período que antecede o dia das crianças, também há campanhas de arrecadação de brinquedos destinadas a creches e orfanatos, tanto internamente quanto fora da escola.